# Liste der Baudenkmale in Fairlie
Die Liste der Baudenkmale in Fairlie umfasst alle vom New Zealand Historic Places Trust (NZHPT) als „Historic Place“ oder „Historic Area“ eingestuften Baudenkmale und Flächendenkmale der neuseeländischen Ortschaft Fairlie. Die Angaben stammen aus dem Register des NZHPT. Die Bezeichnungen der Baudenkmale orientieren sich an diesem Register. In die Liste werden auch bekannte Wahi Tapu (Area), kulturell und religiös bedeutsame Stätten und Gebiete der Māori, aufgenommen. Sie werden jedoch meist nicht publiziert.

| Bild           | Bezeichnung                                                    | Ort     | Anschrift                          | Beschreibung                                                    | Bauzeit         | Eintrag           | Nummer | Kat. |
| -------------- | -------------------------------------------------------------- | ------- | ---------------------------------- | --------------------------------------------------------------- | --------------- | ----------------- | ------ | ---- |
| BW             | Clayton Homestead                                              | Fairlie | Lochaber Road Karte (ungenau)      | Wohnhaus einer Farm                                             | 1860–1880 (ca.) | 6. September 1984 | 0310   | 1    |
| BW             | Clayton Station Stables                                        | Fairlie | Lochaber Road Karte (ungenau)      | Stallungen                                                      | n.a.            | 23. Juni 1983     | 1968   | 2    |
| BW             | Stony Creek Hut                                                | Fairlie | Black Forest Station Karte         | wellblechgedeckte Steinhütte                                    | 1861–1862       | 23. Juni 1994     | 7181   | 1    |
| weitere Bilder | Gladstone Grand Hotel 1884                                     | Fairlie | 43-49 Main Street Karte            | Hotel                                                           | 1884            | 6. September 1984 | 3327   | 2    |
| weitere Bilder | Mt Cook Line Building (Former Stables) 1906                    | Fairlie | 51 Main Street Karte               | Bürogebäude, früher Stall                                       | 1906            | 6. September 1984 | 3328   | 2    |
| weitere Bilder | Fairlie County Library (Carnegie) 1914                         | Fairlie | Allandale Road Karte               | Bibliothek                                                      | 1914            | 6. September 1984 | 3335   | 2    |
| BW             | Eversley Homestead                                             | Fairlie | State Highway 8 Karte (ungenau)    | Wohnhaus                                                        | 1878            | 23. Juni 1983     | 1958   | 2    |
| BW             | Stone Shed (including former Stables, Bunkhouse and Cookhouse) | Fairlie | Three Springs Road Karte (ungenau) | Schuppen aus Stein, einschließlich Ställe, Schlafbaracke, Küche | n.a.            | 23. Juni 1983     | 1969   | 2    |
| BW             | Strathconan                                                    | Fairlie | State Highway 8 Karte              | Wohnhaus                                                        | 1872            | 23. Juni 1983     | 1970   | 2    |
| BW             | Strathconan, Gazebo                                            | Fairlie | State Highway 8 Karte              | Pavillon                                                        | n.a.            | 23. Juni 1983     | 1971   | 2    |